# Haldan Nilsson-Dag

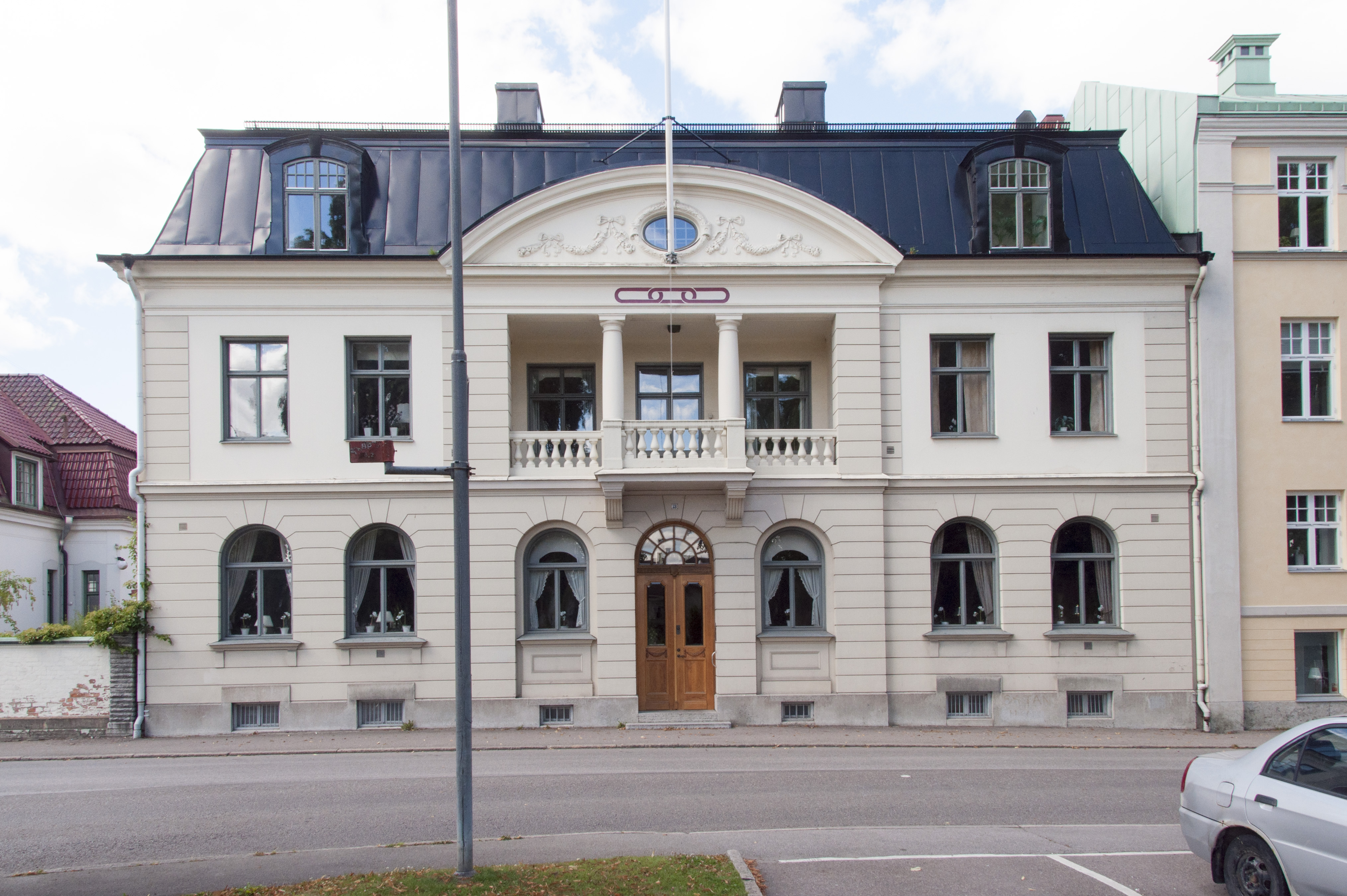
Haldan Nilsson-Dags bostadshus på Älvgatan i Lidköping, grannhus till Bryggeri Örnen, numera ägt av den lokala Odd Fellow-logen.

Haldan Nilsson-Dag, född 24 maj 1864, död 1945, var en svensk bryggerimästare och företagare med verksamhet i Lidköping.
Haldan Nilsson-Dag var son till rektorn Wilhelm Nilson (1825-1909) och Hilda Schonberg och hade fyra syskon, varav arkitekten Ingemar Nilsson (född 1866). Han gick i bryggarskola i Bayern 1882-1887 och var 1887-1892 bryggmästare på Lidköpings Bryggeri i Lidköping. Han grundade därefter 1892 tillsammans med sin vän Linus Westberg Lidköpings Bayerska Bryggeri, senare Bryggeriet Örnen. Detta företag köpte 1904 aktiemajoriteten i konkurrerande Lidköpings Bryggeri och de båda bolagen fusionerades 1907. Bryggeriverksamheten flyttades till nya bryggerilokaler i tegel vid Älvgatan på Lidans norra strand, vid torget. Bryggeriet Örnens byggnad byggdes om till Hotell Örnen. 
Haldan  Nilsson-Dag var engagerad i många av bygdens verksamheter, bland annat var han ordförande i hälsobrunnen Lundsbrunns AB, samt ordförande i Sparbanken Lidköping. 
Familjen Nilsson-Dags bostadshus låg vid bryggeriet vid Älvgatan och uppfördes 1914. Det tillhör numera den lokala logen av Odd Fellow. Linus Westberg och Nilsson-Dag köpte tillsammans Lindholmens gård på halvön Kålland i Vänern, och lät där restaurera slottsruinen.
Han gifte sig med Karin Axelson (född 1887). Paret hade barnen juristen Bo Nilson-Dag samt bryggeridisponenten Vilhelm Dag-Nilsson (född 1910).